# 월간 소년 챔피언
《월간 소년 챔피언》(げっかんしょうねんチャンピオン 겟칸 쇼넨 찬피온[*])은 아키타 쇼텐이 발행하는 일본의 소년 만화 잡지이다. 1970년 3월에 창간되었으며 매월 5일마다 발행된다. 자매지로는 1969년 창간된 《주간 소년 챔피언》(週刊少年チャンピオン) 및 1988년 3월에 창간된 《영 챔피언》(ヤングチャンピオン)이 간행되고 있다.